# Charles Taylor (homme politique conservateur)
Charles Stuart Taylor (10 avril 1910 - 29 mars 1989) est un homme d'affaires anglais et homme politique conservateur qui siège à la Chambre des communes de 1935 à 1974.

## Biographie
Il est le fils d'Alfred George Taylor et de Mary Kirwan et le frère cadet d'Alfred Suenson-Taylor. Il fait ses études à Epsom College, Surrey et au Trinity College, Cambridge. En 1935, il est élu député pour Eastbourne dans le Sussex de l'Est, dans une élection partielle sans opposition le 29 mars après le décès du député conservateur John Slater. À 25 ans, il est le plus jeune membre de la chambre. Il reçoit une maîtrise de Cambridge en 1937.
Taylor combat pendant la Seconde Guerre mondiale dans la Royal Artillery et devient major temporaire en 1941. Il reçoit la Décoration Territoriale. Il est directeur général de Cow and Gate et plus tard d'Unigate. En 1946, il devient président de Grosvenor House (Park Lane) Ltd, Residential Hotels Association. Il devient sous-lieutenant du Sussex en 1948 et est fait chevalier en 1954. En 1958, il devient colonel honoraire du 3e (Sussex Battalion) Mobile Defence Corps. Il est investi en tant que Frère Serviteur de l'Ordre très vénérable de l'Hôpital de Saint-Jean de Jérusalem.
Taylor occupe le siège d'Eastbourne jusqu'à ce qu'il soit désélectionné par son parti local avant les élections générales de février 1974. Il est remplacé par Ian Gow.
Taylor épouse l'actrice Constance Shotter, fille de Frederick E Shotter et sœur de Winifred Shotter (en), le 20 mai 1936. Ils ont trois fils et une fille et vivent à Ratton Wood, Willingdon, Eastbourne, Sussex .